# Hofstetten (Bawaria)
Hofstetten – miejscowość i gmina w Niemczech, w kraju związkowym Bawaria, w rejencji Górna Bawaria, w regionie Monachium, w powiecie Landsberg am Lech, wchodzi w skład wspólnoty administracyjnej Pürgen. Leży około 10 km na południowy wschód od Landsberg am Lech.

## Dzielnice
- Hagenheim
- Hofstetten

## Demografia
| Rok  | Liczba mieszk. |
| ---- | -------------- |
| 1970 | 999            |
| 1987 | 1 245          |
| 2000 | 1 675          |
| 2005 | 1 759          |

### Struktura wiekowa
Dane o ludności z 31 grudnia 2008:
| Opis                                | Ogółem | Ogółem | Kobiety | Kobiety | Mężczyźni | Mężczyźni |
| ----------------------------------- | ------ | ------ | ------- | ------- | --------- | --------- |
| Jednostka                           | osób   | %      | osób    | %       | osób      | %         |
| Populacja                           | 1804   | 100    | 897     | 49,72   | 907       | 50,28     |
| Wiek przedprodukcyjny (0–17 lat)    | 369    | 20,45  | 180     | 9,98    | 189       | 10,48     |
| Wiek produkcyjny (18–65 lat)        | 1179   | 65,35  | 582     | 32,26   | 597       | 33,09     |
| Wiek poprodukcyjny (powyżej 65 lat) | 256    | 14,19  | 135     | 7,48    | 121       | 6,71      |

## Polityka
Wójtem gminy jest Benedikt Berchtold, wcześniej urząd ten obejmował Otto Sanktjohanser, rada gminy składa się z 12 osób.
|      | DG | DGH | Razem |
| 2008 | 7  | 5   | 12    |
| 2002 | 8  | 4   | 12    |

## Oświata
W gminie znajduje się przedszkole (75 miejsc), szkoła podstawowa oraz część Hauptschule.